# Бертран Деланое
Бертран Деланое (на френски: Bertrand Delanoë) е френски политик от Социалистическата партия, кмет на Париж от март 2001 г. до март 2014 г.
Заедно с кметовете на Берлин (Клаус Воверайт) и Хамбург (Оле фон Бойст), Деланое е един от първите значими европейски градоначалници с открито хомосексуална ориентация.